# Landesbetrieb Wald und Holz NRW
Der Landesbetrieb Wald und Holz NRW ist ein Landesbetrieb des Landes Nordrhein-Westfalen. Er wurde 2005 aus den bisherigen Dienststellen der Landesforstverwaltung gebildet. Später wurden weitere Einrichtungen angegliedert, so dass heute alle den Wald betreffenden Einrichtungen des Landes im Landesbetrieb integriert sind. Der Landesbetrieb ist eine Sonderordnungsbehörde und unselbstständiger Teil der Verwaltung des Landes NRW.

## Aufgaben
Der Landesbetrieb ist für die Bewirtschaftung des Staatswaldes zuständig. Dieser macht mit 119.000 Hektar 13 Prozent der Gesamtwaldfläche des Landes aus.
Aufgabe ist ferner der nachhaltige Schutz und Sicherung der Wälder. Hinzu kommen hoheitliche Aufgaben wie etwa die Forstaufsicht oder die Erstellung von Verbissgutachten. Eine weitere Aufgabe sind Dienstleistungen für öffentliche und private Waldbesitzer, da diese stark subventioniert erbracht werden, wird eine Untersuchung dieses Geschäftsfeldes des Landesbetriebs seitens des Bundeskartellamts erwartet.
Im Jahr 2007 wurden wegen Auflösung der oberen Jagdbehörde deren Aufgaben vom Landesbetrieb übernommen. Das forstliche Versuchswesen, bisher angesiedelt bei der Landesanstalt für Ökologie, Bodenordnung und Forsten NRW kam ebenfalls hinzu.
In verschiedenen Orten werden Jugendwaldheime betrieben.

## Landesforstverwaltung NRW
Die Landesforstverwaltung von Nordrhein-Westfalen besteht aus dem Ministerium für Landwirtschaft und Verbraucherschutz (oberste Forstbehörde) und dem Landesbetrieb Wald und Holz NRW als einziger unterer Forstbehörde. Letzterer ging 2005 aus der Verwaltungsreform des Landes hervor.

## Organisation des Landesbetriebs
Der Landesbetrieb Wald und Holz hat einen zweistufigen Aufbau, bestehend aus der Zentrale in Münster mit der Betriebsleitung und den Fachbereichen als erste Stufe und als zweite Stufe die rechtlich unselbstständigen Außenstellen – Forstämter – mit den Fachgebieten und den zugehörigen Forstbetriebsbezirken.

### Geschichte der Betriebsleitung
Zum ersten Leiter des Landesbetriebs wurde 2005 Gerhard Beckmann ernannt. Nachdem es zwischen ihm und dem Forstministerium unter Forstminister Eckhard Uhlenberg (CDU) Unstimmigkeiten über den Umgang mit dem Sturmholz nach dem Orkan Kyrill und damit verbundenen Lieferungsverträgen gegeben hatte, trat Beckmann zum Jahresende 2007 in den vorzeitigen Ruhestand. Daraufhin wurde Frank-Dietmar Richter zum 1. Januar 2008 zum Leiter des Landesbetriebes bestellt. Hatte er zuvor den Umbau der Landesforstverwaltung maßgeblich mitgestaltet, bestand seine Aufgabe nun darin, den Landesbetrieb als Einheitsforstverwaltung weiter zu festigen. Zum 1. Februar 2011 trat Richter in den Ruhestand.
Die Suche nach einem Nachfolger führte dann zu einem politischen Streit, da NRW-Forstminister Johannes Remmel (Bündnis 90/Die Grünen) das laufende Bewerbungsverfahren stoppen ließ. In der neuen Ausschreibung wurde daraufhin kein „Hochschulstudium der Forstwissenschaften, Befähigung für den höheren Forstdienst und mehrjährige kaufmännische Berufserfahrung in leitender Funktion“ mehr verlangt. Dies wurde von der Landtagsopposition heftig kritisiert, die vermutete, dass dies geschah, um Remmels grünen Parteifreund Andreas Wiebe – von Haus aus Diplom-Bauingenieur der Fachrichtung Wasserbau – auf diesen Posten berufen zu können.
Seit dem 2. Mai 2022 wird der Landesbetrieb von einer Doppelspitze geführt. Neben Wiebe wurde der Diplom-Forstwirt Thomas Kämmerling als Leiter des forstsachlichen Bereichs berufen.

### Zentrale
Die Leitung des Landesbetriebes besteht aus dem Leiter und seinem Stellvertreter sowie den zugeordneten Stabsstellen. Der aktuelle Leiter des Landesbetriebes ist weiterhin Andreas Wiebe, sein Stellvertreter ist inzwischen Heinrich Barkmeyer, letzterem obliegt die Koordination der Stabsstellen. Dem Leiter des Betriebes sind die Stabsstellen Presse und Öffentlichkeitsarbeit und Gleichstellung direkt zugeordnet. Die weiteren Stabsstellen und das Justitiariat sind Barkmeyer zugeordnet, dabei handelt es sich um Controlling, Interne Revision, Betriebliches Arbeitsschutz- und Gesundheitsmanagement, Qualitäts- und Umweltmanagement, Fachkräfte für Arbeitssicherheit und Betriebsärztlichet Dienst sowie den Waldkompetenzstandort Arnsberg.
Unterhalb der Leitungsebene des Landesbetriebes teilt sich die Zentrale in mehrere Säulen – die Fachbereiche – auf, deren Grundstruktur der des Ministeriums für Klimaschutz, Umwelt, Landwirtschaft, Natur- und Verbraucherschutz und anderen Landesbehörden gleicht. Es existieren fünf Fachbereiche und die "Obere Jagdbehörde".
Der Fachbereich I "Zentrale Dienste" befasst sich mit der Personalentwicklung, der Beschaffung, dem Haushalt und den Finanzen sowie dem IT-Bereich.
Im Fachbereich II "Landeseigener Forstbetrieb" sind alle zentralen Aufgaben zur Bewirtschaftung des Landeswaldes konzentriert, wie die Geschäftsführung des Landeseigenen Forstbetriebs, der Grundstücksverkehr und die Holzvermarktung.
Der Fachbereich III "Privat- und Körperschaftswald" nimmt die zentralen Aufgaben im Landesbetriebs für die Betreuung und Beratung von Privatwaldbesitzern, forstlichen Zusammenschlüssen und den Wäldern anderer Körperschaften, z. B. Kirchen und Kommunen, war.
Der Fachbereich IV "Hoheit, Schutzgebiete, Umweltbildung" Befasst sich u. a. mit der Förderung auf Basis von ELER, dem Aufgaben des Landesbetriebes als Sonderordnungsbehörde, also Verstößen gegen das Bundeswaldgesetz, das Landesforstgesetz, das allgemeine Ordnungsrecht und das Strafgesetzbuch, soweit sich die Zuständigkeit aus dem Ort des Geschehens und den Gesetzen ergibt. Weiterhin obliegt der Schutz der Schutzgebiete in den Wäldern und die Umweltbildung diesem Fachbereich in dem auch die Geschäftsstelle Forst angesiedelt ist. Ihm nachgeordnet ist das Nationalparkforstamt Eifel.
Der Fachbereich V "Holzwirtschaft, Forschung, Klimaschutz", im Gegensatz zu den anderen Fachbereichen ist diesem Fachbereich kein Fachgebiet in den Forstämtern nachgeordnet. Ihm angegliedert ist jedoch das Lehr- und Versuchsforstamt Arnsberger Wald sowie Holzkompetenzzentren bzw. das ID Holz in Olsberg. Arbeitsschwerpunkte sind die Holzmarktbeobachtung, die Erforschung der Eignung und Auswirkung von Gastbaumarten, waldbaulicher Verfahren und der Auswirkung des Klimawandels auf das Ökosystem Wald.
Bis zum 1. April 2014 war auch die "Obere Jagdbehörde" als Fachaufsicht der bei den Kreisen und Kreisfreien Städten angesiedelten "Untere Jagdbehörden", beim Landesbetrieb Wald und Holz NRW angesiedelt. Durch eine am 11. April verkündete Gesetzesänderung wurde die "Obere Jagdbehörde" aufgelöst. Ihre Aufgaben wurden auf die "Unteren Jagdbehörden", das Ministerium als "Oberste Jagdbehörde" und das Landesamt für Natur-, Umwelt- und Verbraucherschutz aufgeteilt.
Die zweite Stufe des Landesbetriebes wird gebildet durch die 14 Regionalforstämter, das Nationalparkforstamt Eifel sowie das Lehr- und Versuchsforstamt Arnsberger Wald.
Innerhalb der Forstämter setzt sich die Struktur der Zentrale fort, die Fachbereiche I-IV werden hier durch Fachgebiete I-IV gespiegelt. Diese werden mit Ausnahme der Zentralen Dienste zumeist von Förstern des höheren Dienstes geleitet. Das Fachgebiet II ist nicht in allen Forstämtern vertreten, aufgrund des geringen Landeswaldanteils von nur 13 Prozent an der Gesamtwaldfläche ist dessen Bewirtschaftung auf einige Regionalforstämter, das Nationalparkforstamt und das Lehr- und Versuchsforstamt beschränkt worden. Das Fachgebiet III hingegen existiert nur in den Regionalforstämtern, die beiden Sonderforstämter verwalten bzw. bewirtschaften ausschließlich Landeswald. Die Hoheitsbereiche der Forstämter orientieren sich an den Außengrenzen der Landkreise und kreisfreien Städte, um die Zusammenarbeit mit den dortigen Behörden zu vereinfachen. Auch die Grenzen der Forstbetriebsbezirke folgen überwiegend den Grenzen der Gemeinden.
Die Hoheitsbezirke der Forstämter sind ihrerseits in 300 Forstbetriebsbezirke untergliedert, welche von je einem Revierförster des gehobenen Dienstes oder in sehr seltenen Fällen von einem besonders qualifizierten Forstwirtschaftsmeister geleitet werden.
Der Landesbetrieb beschäftigt etwa 1300 Mitarbeiter.

#### Behördensitz
Sitz des Landesbetriebs und seiner "Zentrale" genannten Hauptverwaltung ist Münster. Die Regierung Rüttgers strebte die Verlagerung nach Arnsberg an, sie war für den Fall der Auflösung der Bezirksregierung Arnsberg im Rahmen der von ihr geplanten Verwaltungsreform im Land NRW vorgesehen. Die aktuelle Landesregierung verfolgt diese Planungen jedoch nicht weiter. Gegen eine Verlagerung sprach auch die Raumsituation der Behörde in Arnsberg, die einen Umzug der Zentrale aus Münster bei gleichzeitiger Konzentration in einem Gebäudekomplex nicht ohne Neubauten oder umfängliche Anmietungen zulässt. Ein Teil der Funktionen bzw. Funktionsträger der Zentrale des Landesbetriebes sind dennoch in Arnsberg beheimatet, außerdem sind weitere Funktionsträger der Zentrale auch in anderen Regionalforstämtern untergebracht.

### Regionalforstämter

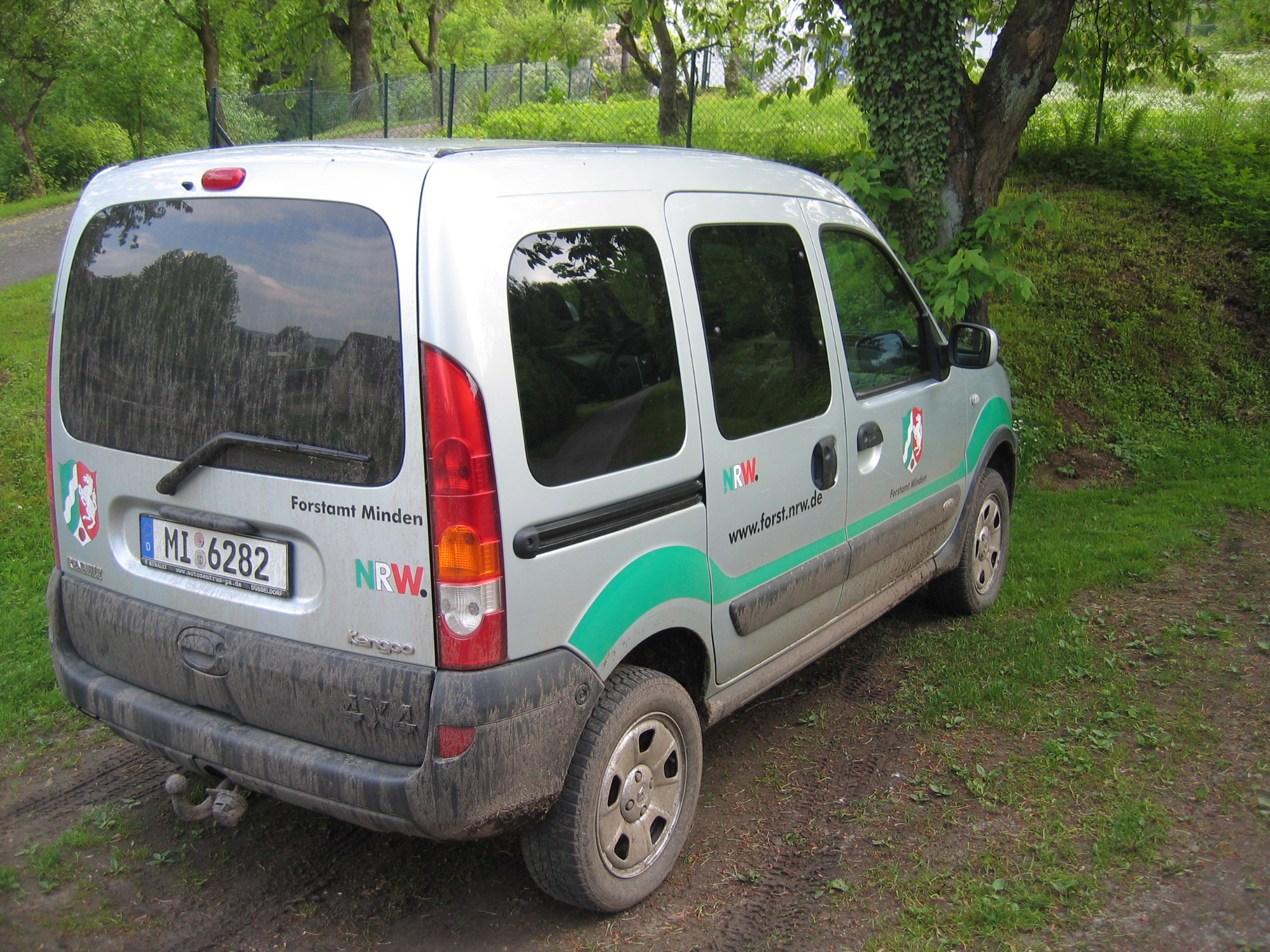
Dienstfahrzeug des Mindener Forstamts (RFA Ostwestfalen-Lippe)

1. Eifel (Nationalparkforstamt), Schleiden-Gemünd
2. Hocheifel, Nettersheim
3. Rureifel-Jülicher Börde, Hürtgenwald
4. Rhein-Sieg-Erft, Eitorf
5. Bergisches Land, Wipperfürth
6. Märkisches Sauerland, Lüdenscheid
7. Kurkölnisches Sauerland, Olpe
8. Siegen-Wittgenstein, Hilchenbach
9. Lehr- und Versuchsforstamt Arnsberg, Arnsberg-Obereimer
10. Oberes Sauerland, Schmallenberg
11. Soest-Sauerland, Rüthen
12. Hochstift, Neuenheerse
13. Ruhrgebiet, Gelsenkirchen
14. Niederrhein, Wesel
15. Münsterland, Münster
16. Ostwestfalen-Lippe, Minden

## Klausnerverträge
Der Orkan Kyrill traf am Nachmittag des 18. Januar 2007 das deutsche Festland und zog in der Nacht durch mit Richtung Ostsee und Baltikum. An den Küsten erreichte der Sturm bis zu 150 km/h, im flachen Binnenland verbreitet bis 110 km/h und in den Höhenlagen teilweise mit deutlich schnelleren Böen. Die Spitzenböe erreichte der Sturm über den Alpen mit 225 km/h. In Folge seiner großen Ausdehnung und starken Druck und Temperaturgradienten wirkte er sich verheerend auf die nord- und mitteldeutschen Wälder aus. Insbesondere die Höhenlagen des Sauerlandes und Ostwestfalens waren stark betroffen. Der Sturm vernichtete großflächig Nadelholzbestände, aus historischen Gründen bestanden diese in NRW hauptsächlich aus Fichte. Der Landesbetrieb sah sich den katastrophalen Folgen des Sturmes in den Waldflächen gegenüber. Der erhebliche Anfall sogenannten Kalamitätsholzes ließ ein Einbrechen des Fichtenholzmarktes erwarten. Kurz vor dem Sturm hatte der Preis für Fichtenstammholz aufgrund guter Nachfrage und in Folge der schwindenden Vorräte in den Wäldern ein langjähriges Preishoch erreicht. Ursache für die Vorratsabnahme war vor allem die geänderte Forstpolitik, welche sich eine naturnahe Forstwirtschaft und entsprechend stabile und laubholzreiche Mischwälder zum Ziel gesetzt hatte.
Das Ministerium für Klimaschutz, Umwelt, Landwirtschaft, Natur- und Verbraucherschutz veranlasste auf Weisung des Ministers Uhlenberg Maßnahmen zur Beseitigung der Sturmschäden und zur schadensminimierenden Vermarktung des Holzes. In der Folge schloss das Ministerium gegen den fachlichen Rat des Landesbetriebes eine Reihe von langfristigen Lieferverträgen mit sechs Unternehmen der Holzwirtschaft, um eine Preisuntergrenze zu halten. Die Verträge beinhalteten erhebliche Liefermengen von Fichtenholz aus dem Staats- und dem Privatwald, die zum Ausgleich für den akut höheren Preis unmittelbar nach dem Sturmereignis, auch nach einer Markterholung geliefert werden sollten. Allein die Liefermenge an die Tiroler Klausner-Gruppe wurde mit 500.000 Festmeter Fichtenholz beziffert. Der Landesbetrieb hatte aus fachlicher Sicht die Möglichkeit zu einer langfristig nachhaltigen Lieferung der vertraglichen Garantiemengen ausgeschlossen. Die nachhaltige Einschlagsmenge des Landesbetriebs erreicht nur 200.000 Festmeter; dennoch schloss das Ministerium die Verträge ab. Auch die Proteste der lokalen mittelständischen Sägeindustrie wurden dabei nicht berücksichtigt. Nachdem Klausner in der Finanz- und Wirtschaftskrise 2007 nicht die vertraglich vereinbarten Holzmengen abnahm, trat der Landesbetrieb Wald und Holz 2009 von den Verträgen zurück. Entsprechend wurden alle Lieferungen des Landes eingestellt.

### Klageverfahren
Bekannt wurden die Verträge durch die Klageerhebung der Klausner-Gruppe, diese klagte zunächst auf Feststellung des Fortbestehens des Vertrages. Das Oberlandesgericht Hamm entschied im Dezember 2012, dass wegen Formmängeln – fehlende Beteiligung des ebenfalls aus dem Privatwald holzliefernden Vertragspartners Wald-Holz Sauerland und fehlender Fristsetzung des Landes – der Rücktritt unwirksam sei. Somit hatten die Verträge weiterhin Bestandskraft, trotz des Ruhens der Lieferungen seit 2009 und zu geringer Holzabnahme seitens der Klausner-Gruppe vor dem unwirksamen Rücktritt des Landesbetriebes. In der Folge des OLG-Urteils erhob Klausner erneut Klage zur Erlangung von Schadenersatz in Höhe von 56 Millionen Euro. Der Klage folgten im Frühjahr 2013 drei weitere Anträge mit dem Ziel, entgangene Lieferungen in Höhe von 1,5 Millionen Festmeter zu erhalten.
Im Mai 2013 versuchte die Klausner-Gruppe den Druck auf das Land NRW zu erhöhen, in dem sie eine einstweilige Verfügung gegen dieses, vertreten durch den Leiter des Landesbetriebs Andreas Wiebe beantragte. Dieses Ansinnen, das Land unter Strafandrohung gegen dessen Vertreter zu zwingen, Fichtenholz ausschließlich an Klausner zu liefern, wurde jedoch abgewiesen. Seitdem versuchten beide Parteien eine gütliche Einigung zu erreichen, ohne jedoch einen Durchbruch zu erreichen. Das Land bestand dabei vor allem auf einer nachvollziehbaren Berechnung des geltend gemachten Schadens, den Klausner bislang schuldig geblieben sei. Klausner seinerseits vermisste den Willen des Landes, eine Einigung erzielen zu wollen.
Dennoch schlossen beide Parteien im November 2013 einen neuen Vertrag zu marktüblichen Konditionen über die Lieferung von 10.000 Festmetern Fichtenholz. Ein Vertrag über weitere 10.000 Festmeter wurde im 5. März 2014 geschlossen. Die Menge sollte im Fall von Lieferansprüchen aus den alten Verträgen auf diese angerechnet werden. Seit 2009 waren dies die einzigen Lieferungen an Klausner durch das Land NRW. Das Landgerichts Münster beschloss am 18. Februar 2014, wegen der Komplexität des Rechtsstreites diesen zu übernehmen und die Streitparteien zur mündlichen Verhandlung am 28. August 2014 geladen.

### Beihilfeverfahren
Das Land vertrat außerdem die Meinung, dass die Verträge gegen das Beihilfe- und Kartellrecht der Europäischen Union verstießen. Entsprechend zeigte die Bundesrepublik Deutschland am 19. Juli 2013 der Europäischen Kommission – als Hüterin des Wettbewerbs – einen Verstoß gegen Artikel 108 des AEUV an, den Eingang der Anzeige bestätigte die Kommission durch E-Mail am gleichen Tag. Die Kommission legte der Bundesrepublik drei Gutachten der Klausners zur Stellungnahme mit Frist zum 8. Mai 2014 vor.
Im Oktober 2013 legten zusätzlich 25 Sägewerke eine Beihilfenbeschwerde über die Gewährung rechtswidriger staatlicher Beihilfen für Klausner bei der Kommission ein. Beide Verfahren laufen, das MKULNV geht davon aus, dass beide Verfahren einheitlich entschieden werden. Ein Datum für eine Entscheidung ist unbekannt. In seiner Stellungnahme für den Umweltausschuss des Landtages verweist das Ministerium auf eine kürzlich in ähnlicher Sache ergangene Entscheidung der Kommission bezüglich eines Rahmenliefervertrages zwischen dem Land Brandenburg und der HoKaWe Eberswalde. Hier hatte die Kommission die Rückabwicklung des Vertrages angeordnet.

### EuGH-Urteil
Am 12. November 2015 urteilte der EuGH, dass das Landgericht Münster die Klage der Klausner-Gruppe gegen das Land Nordrhein-Westfalen auf 54 Mio. € Schadensersatz und die Lieferung von 1,5 Mio. Festmeter Fichtenstammholz wegen Nichtigkeit abweisen dürfe. Auch ein früheres, rechtskräftiges Urteil hindere Münster nicht daran, sämtliche Konsequenzen daraus zu ziehen, dass die Konditionen der Lieferverträge eine unerlaubte staatliche Beihilfe gewährten.